# Poumon-ballast
Pour les articles homonymes, voir Ballast.
Le poumon-ballast est une technique de plongée à l'air, permettant de faire varier la profondeur à laquelle le plongeur évolue.
Cette technique, apprise dès le Niveau I, permet au plongeur de monter ou descendre de quelques mètres sans utiliser son gilet-stabilisateur.
Le poumon ballast permet aussi de corriger rapidement une descente ou une montée rapide. Cette technique a l'avantage de réagir plus rapidement que si le plongeur avait utilisé son gilet stabilisateur.
Son apprentissage nécessite un bon contrôle de la respiration pour être capable de gérer la quantité d'air présente dans les poumons et l'amplitude de la ventilation, tout en maintenant une légère apnée expiratoire ou inspiratoire selon le cas.
- Pour descendre, il suffit de vider les poumons de l'air qu'ils contiennent.
- Pour monter, il suffit de remplir les poumons d'air en inspirant.

Le terme ballast vient de l'analogie avec les ballasts du sous-marin.